# Șevcenkove, Ustînivka
Șevcenkove (în ucraineană Шевченкове) este un sat în comuna Krînîcine din raionul Ustînivka, regiunea Kirovohrad, Ucraina.

## Demografie
Componența lingvistică a localității Șevcenkove
     Ucraineană (100%)
Conform recensământului din 2001, toată populația localității Șevcenkove era vorbitoare de ucraineană (100%).